# Hirō Onoda
Hirō Onoda (jap. 小野田 寛郎 Onoda Hirō; ur. 19 marca 1922 w Kamekawie, zm. 16 stycznia 2014 w Tokio) − japoński żołnierz, podporucznik Cesarskiej Armii Japońskiej, znany z pozostania w ukryciu przez 29 lat po zakończeniu wojny.

## Życiorys
Urodził się 19 marca 1922 roku w Kamekawa (obecnie Kainan) w prefekturze Wakayama. Do armii trafił w 1942 roku. Był szkolony w filii szkoły wywiadu wojsk lądowych, specjalizującej się w sabotażu i dywersji. Kurs ukończył 17 grudnia 1944 roku, a 26 grudnia został skierowany do 8 Dywizji Piechoty, stacjonującej na filipińskiej wyspie Lubang. Jego zadaniem było maksymalne utrudnianie Amerykanom lądowania na wyspie. Przed wyjazdem jego przełożony, major Yoshimi Taniguchi, kategorycznie zabronił mu poddawania się wrogowi, jak i popełnienia samobójstwa.

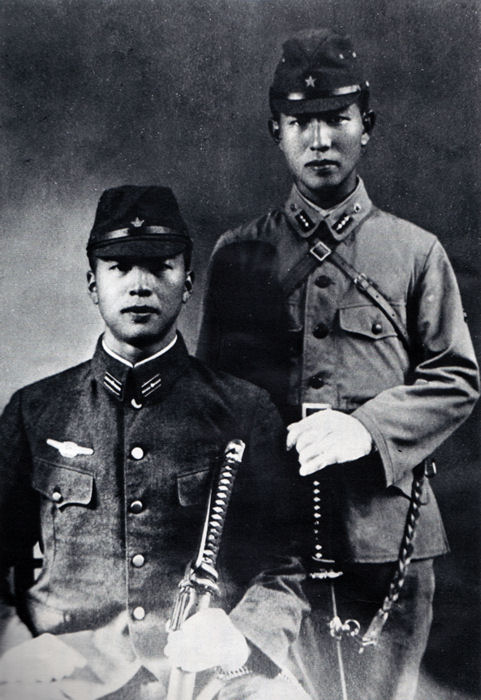
Hirō Onoda ze swoim młodszym bratem Shigeo, ok. 1944

Na Lubang japońska armia podjęła nieudaną próbę powstrzymania amerykańskiej inwazji. Opór nie powiódł się m.in. z powodu niemożności wypełnienia przez Onodę otrzymanego rozkazu wysadzenia w powietrze portu i lądowiska, co uniemożliwili mu zastani na Lubang oficerowie. Amerykańskie wojska wylądowały na Lubang 28 lutego 1945 roku i bez większych problemów złamały japoński opór. Japońskie oddziały zostały rozbite, jedynie kilkunastu żołnierzy zdołało uniknąć śmierci lub niewoli i zbiec w góry w małych grupach z zamiarem oczekiwania na odsiecz. Onoda stanął na czele jednej z grup, do której należeli kapral Shōichi Shimada, szeregowy Kinshichi Kozuka i szeregowy Yūichi Akazu.
Po kapitulacji Japonii Amerykanie zrzucali na wyspy Pacyfiku ulotki informujące nadal przebywających tam żołnierzy o zakończeniu wojny, jednak wielu z nich nie dawało wiary tym informacjom, traktując je jako podstęp wroga. Także grupa Onody zignorowała wezwania do poddania się i kontynuowała walkę partyzancką, napadając cywilną ludność filipińską i tocząc potyczki z miejscowymi siłami porządkowymi. Jeden z podwładnych Onody, szeregowy Akazu, we wrześniu 1949 roku zdecydował o samowolnym oddzieleniu się od współtowarzyszy i przez pół roku działał samodzielnie, po czym oddał się w ręce Filipińczyków. Kapral Shimada natomiast został w roku 1954 zabity podczas strzelaniny, a szeregowy Kozuka zginął w czasie napadu na wieś 19 października 1972 roku.

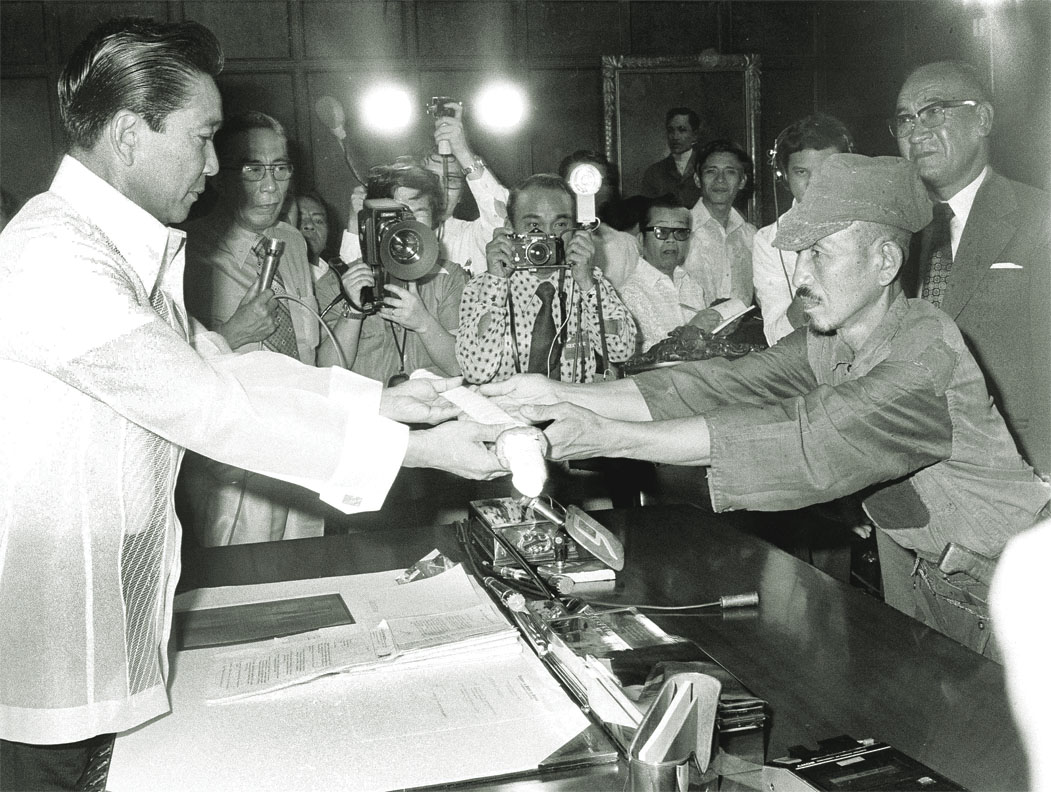
Kapitulacja Hirō Onody, 11 marca 1974. Onoda przekazuje swój miecz samurajski na ręce prezydenta Filipin Ferdinanda Marcosa

Zarówno dezercja Akazu, jak i strzelanina w październiku 1972 roku wywołały zainteresowanie opinii publicznej wciąż ukrywającymi się żołnierzami japońskimi i poskutkowały kilkoma nieudanymi ekspedycjami poszukiwawczymi. Wydarzenia te mogły też sugerować, że Onoda wciąż żyje, pomimo uznania go w grudniu 1959 roku za zmarłego. Dopiero 20 lutego 1974 roku Onodę odnalazł przypadkowo japoński student i podróżnik, Norio Suzuki, który próbował przekonać go, że wojna skończyła się trzy dekady temu. Onoda jednak upierał się, że jedynie jego dowódca może wydać mu rozkaz poddania się, dlatego też Suzuki podjął próbę odnalezienia majora Taniguchiego. Obaj dotarli następnie na Lubang i w umówionym miejscu spotkali się z Onodą. Dopiero wtedy porucznik Onoda złożył broń. W oficjalnej ceremonii kapitulacyjnej uczestniczył prezydent Filipin Ferdinand Marcos i zagraniczne media. Onoda miał przy sobie karabin Arisaka Typ 99, 500 sztuk amunicji, miecz samurajski i kilka granatów.

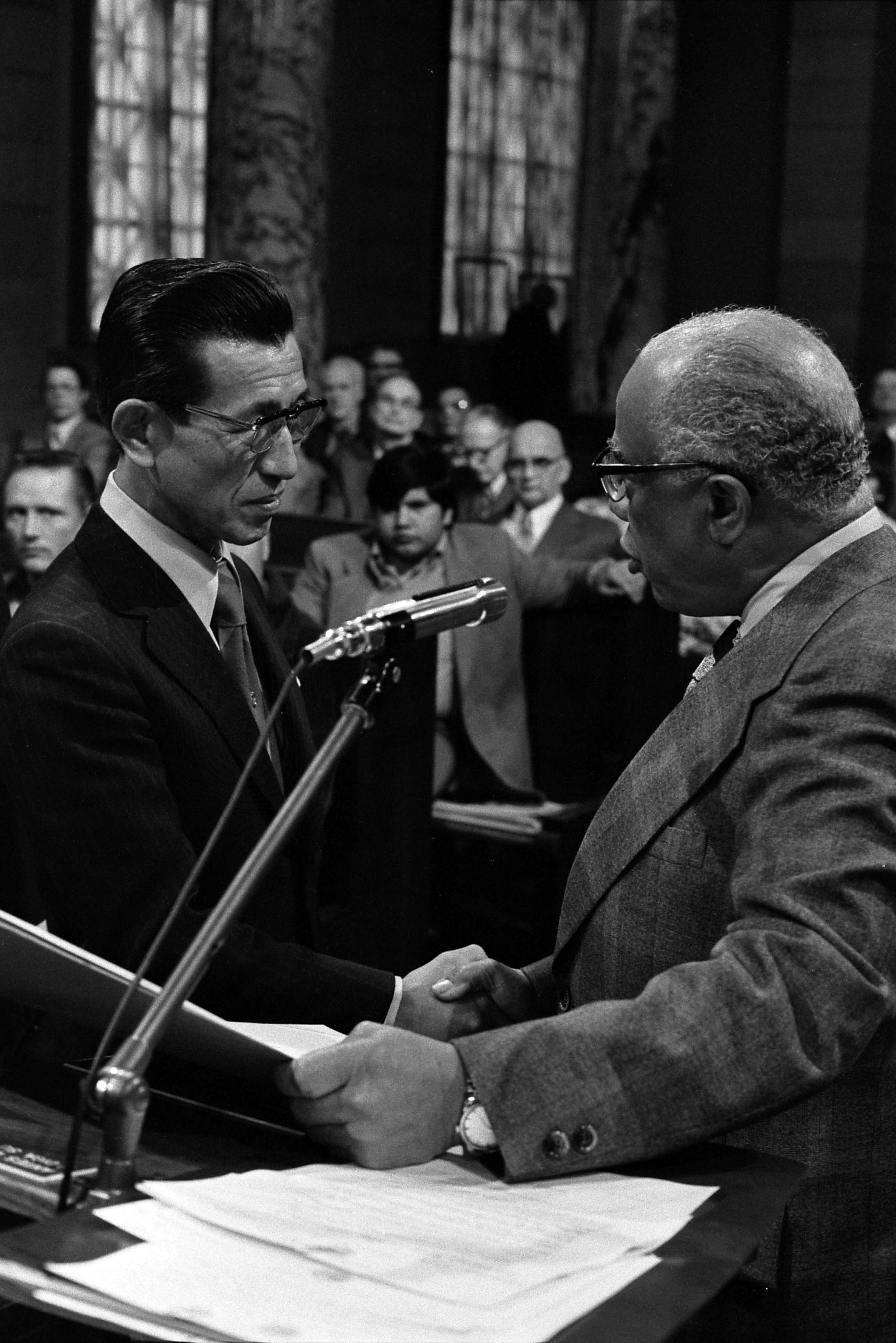
Onoda z radnym Los Angeles Gilbertem Lindsayem, 1975

Po ujawnieniu się przez Onodę władze Filipin zdecydowały o ułaskawieniu go, choć istniała możliwość oskarżenia go o rabunki i morderstwa popełnione już w czasie pokoju. Po powrocie do Japonii Onoda zajął się pisaniem książki autobiograficznej pt. No surrender: My Thirty-Year War, która stała się międzynarodowym bestsellerem. Otrzymał także propozycję startu w wyborach parlamentarnych, którą jednak odrzucił. W latach 1975–1984 przebywał u rodziny w Brazylii, gdzie zajmował się hodowlą bydła i działalnością na rzecz japońskiej społeczności. Za umożliwienie Brazylijskim Siłom Powietrznym przeprowadzania szkoleń na swojej posiadłości 6 grudnia 2004 roku został odznaczony Medalem Zasługi im. Santosa-Dumonta. Wróciwszy do Japonii, kontynuował działalność społeczną, a także założył sieć szkół przetrwania.
Zmarł 16 stycznia 2014 roku w Tokio.